# Ghislain de Béthune
Ghislain de Béthune (Felix Marie Ghislain de Bethune), (20. srpna 1855, Bruggy – 6. srpna 1922, Sint-Lambrechts-Woluwe, Brusel) byl belgický architekt a mnich.

## Životopis
Ghislain de Béthune byl mnich beuronské benediktinské kongregace a řádový architekt. V Čechách navrhl několik klášterů a kostelů, například Kostel svaté Rodiny v Českých Budějovicích nebo v Praze na Smíchově klášter svatého Gabriela (spolupráce s architektem Hildebrandem de Hemptine) a kostel Nejsvětějšího srdce Páně.